# Koffie of thee
Koffie of thee is een lied van de Nederlandse zangers Donnie en Frans Duijts. Het werd in 2023 als single uitgebracht en stond in hetzelfde jaar als tiende track op het album De kibbelingsound van Donnie.

## Achtergrond
Koffie of thee is geschreven door Donnie, Dennis Foekens en Arno Krabman en geproduceerd door Krabman. Het is een nummer uit het genres nederpop en feestmuziek en kan worden gezien als een carnavalskraker. In het lied zingen de artiesten over feesten, drinken en gezelligheid. Op de B-kant van de single is een remix van het lied te vinden, gemaakt door FeestDJRuud.
Het is niet de eerste keer dat de twee artiesten met elkaar samenwerken. In 2021 waren zij beiden al te horen op Frans Duits en de voetbalversie van dat lied met de titel De Leeuwendans (klaar voor de aftrap).

## Hitnoteringen
De artiesten hadden weinig succes met het lied in de hitlijsten van Nederlands. Er was geen notering in de Single Top 100 en ook de Nederlandse Top 40 werd niet bereikt. Bij laatstgenoemde kwam het tot de achttiende plaats van de Tipparade. 